# Napaartuliup Qikirtangit Islands
Napaartuliup Qikirtangit Islands är öar i Kanada.   De ligger i territoriet Nunavut, i den östra delen av landet, 1 700 km nordost om huvudstaden Ottawa. Arean är 4,5 kvadratkilometer.
Terrängen på Napaartuliup Qikirtangit Islands är mycket platt. Öns högsta punkt är 46 meter över havet. Den sträcker sig 4,4 kilometer i nord-sydlig riktning, och 2,8 kilometer i öst-västlig riktning.
Trakten runt Napaartuliup Qikirtangit Islands är nära nog obefolkad, med mindre än två invånare per kvadratkilometer.